# Гейнрих, Александр Рудольфович
Алекса́ндр Рудо́льфович Ге́йнрих (узб. Aleksandr Rudolfovich Geynrix; род. 6 октября 1984, Ангрен, Ташкентская область) — узбекистанский футболист немецкого происхождения, выступавший на позиции нападающего. С 2018 года начальник казахстанского клуба «Актобе». Чемпион Узбекистана и Казахстана. Выступал за национальную сборную Узбекистана с 2002 года по 2017 год (108 игр и 36 гол).

## Карьера

### Клубная
Начал свою профессиональную карьеру в клубе «Дустлик» из Ташкентской области в 2001 году. В 2002 году был приглашён в ташкентский «Пахтакор», в 23 играх забил 9 голов и в 18 лет стал чемпионом Узбекистана, а также выиграл Кубок Узбекистана 2001/02.
В 2003 году перебрался в Россию, подписав трёхлетний контракт с московским ЦСКА, стал чемпионом России 2003 года, хотя выступил только в двух матчах, но забил гол серебряному призёру питерскому «Зениту». Также сыграл по матчу в Кубке Премьер-лиги, Кубке России и Суперкубке России. Но Суперкубок 2003 проиграли по пенальти московскому «Локомотиву».
Позже отправился обратно в ташкентский «Пахтакор» и в 2005 году снова выиграл с ним чемпионат Узбекистана. Сезон 2006 года провёл в Москве, выступая за «Торпедо».
В 2007 году вернулся домой и пять сезонов играл за ташкентский «Пахтакор». С ним он в третий раз стал чемпионом страны, четыре раза призёром, выиграл ещё два Кубка Узбекистана 2007 и 2009 гг. После Кубка Азии, прошедшего в Катаре в 2011 году, был замечен и перешёл в аренду в южнокорейскую команду «Сувон Самсунг Блюуингз». А в начале 2012 года поиграл в эмиратском клубе «Эмирейтс».
Летом 2012 года перешёл в стан казахстанского «Актобе». За три сезона провёл 52 игры, забил 15 голов и собрал полный комплект медалей, выиграл Суперкубок Казахстана по футболу 2014. В Лиге Европы 2013/14 против киевского «Динамо» забил по голу в каждом матче. Но в июне 2014 клуб в одностороннем порядке разорвал контракт с игроком. Возможно, причиной тому стало, что Гейнрих был в тройке самых высокооплачиваемых легионеров клуба (800 000 евро в год) и «Актобе» просто не мог больше нести такие расходы.
В феврале 2015 года Гейнрих подписал контракт с другим казахстанским клубом «Ордабасы». В сезоне 2017 года клуб с Гейнрихом впервые в своей истории завоевал бронзовые медали чемпионата. Но в ноябре узбекистанец покинул команду.
В январе 2018 года Гейнрих находился на сборах со своим старым клубом «Актобе». Но в итоге ему последовало предложение перейти в тренеры. 15 марта 2018 года 33-летний узбекский форвард Александр Гейнрих закончил карьеру футболиста и стал тренером-селекционером казахстанского «Актобе».

### В сборной
Дебютировал в сборной Узбекистана в возрасте 17 лет 7 месяцев и 8 дней, став самым молодым игроком в истории команды. Выступал за сборную с 2002 по 2017 год. Является вторым бомбардиром (32 гола) в истории сборной после Максима Шацких (34 гола). Также входит в пятёрку лидеров по количеству сыгранных матчей (98 игр).

## Достижения

### Командные
«Пахтакор»
- Чемпион Узбекистана: 2002, 2005, 2007
- Серебряный призёр чемпионата Узбекистана: 2008, 2009, 2010
- Бронзовый призёр чемпионата Узбекистана: 2011
- Обладатель Кубка Узбекистана: 2002, 2007, 2009

ЦСКА
- Чемпион России: 2003[12]

«Актобе»
- Чемпион Казахстана: 2013
- Серебряный призёр чемпионата Казахстана: 2014
- Бронзовый призёр чемпионата Казахстана: 2012
- Обладатель Суперкубка Казахстана: 2014

«Ордабасы»
- Бронзовый призёр чемпионата Казахстана: 2017

### Личные
- Футболист года в Узбекистане (№ 1): 2002[13]
- Футболист года в Узбекистане (№ 2): 2004, 2006
- Футболист года в Узбекистане (№ 3): 2003

## Личная жизнь
Этнический немец. Женат.